# Foxconn
Foxconn (кит.: 富士康) — міжнародна торгова назва (у Китаї та Тайвані назва інша кит.: 鴻海科技集團) багатонаціональної групи точних промислових підприємств Hon Hai Precision Industry Co. (Ltd.), яка спеціалізується на контрактному OEM-виробництві електроніки (EMS). Заснована у 1974 році зі штаб-квартирою в районі Тучен міста Новий Тайбей (Республіка Китай), однак більша частина активів зосереджена на материковому Китаї.
Є найбільшим у світі постачальником послуг з виробництва електроніки, одним із найбільших роботодавців і четвертою за величиною технологічною компанією за доходом. Серед іншого, Foxconn виробляє міні Mac, iPod і iPhone для корпорації Apple Inc.; фірмові материнські плати для корпорації Intel, різні замовлення для американських виробників комп'ютерів Dell і Hewlett-Packard; PlayStation 2,  PlayStation 3 i PlayStation 4 для Sony; Wii Wii U для Nintendo; Xbox 360, Xbox One для Microsoft, компоненти для Xiaomi, BlackBerry, Google, InFocus, Huawei, Vizio, Toshiba, стільникові телефони для Motorola, Nokia, Amazon Kindle і Cisco обладнання.

## Історія
Компанія була заснована в 1974 році як виробник виробів з пластмаси (зокрема, роз'ємів) Террі Гоу, який залишається її генеральним директором. Вона котирується на Тайванській фондовій біржі з 1991 року. Террі Гоу заснував Hon Hai Precision Industry Co., Ltd. як виробника електричних компонентів у 1974 році.
Компанія відкрила свій перший завод з виробництва в Китаї в 1988 році, у місті Лунхуа, Шеньчжень, який наразі є найбільшою компанією, з більш ніж 270 000 працівниками. Починаючи з 1994 року, Foxconn придбав виробничі центри в Сполучених Штатах і Японії. У 1997 і 1998, Foxconn створив додаткові виробничі підприємства у Великій Британії та США. З 2007 року компанія створила дочірні підрозділи й заводи в США, Малайзії, Японії, Словаччині, Туреччині, Чехії, Угорщині, Мексиці, Бразилії, Китаї, Індії та В'єтнамі.
Одна з важливих віх для Foxconn сталася e 2001 році, коли Intel вибрала компанію для виробництва материнських плат під брендом Intel замість Asus. У листопаді 2007 року Foxconn ще більше розширилася, оголосивши план будівництва нового заводу вартістю $500 млн в Хуейчжоу, Південний Китай. 
У січні 2012 року Foxconn призначив Тієна Чонга (Террі) Ченга виконавчим директором своєї дочірньої компанії FIH Mobile Limited. Того ж року він подав у відставку, посилаючись на проблеми зі здоров’ям. У цей час Foxconn складала приблизно 40 % світового виробництва побутової електроніки.
Розширення було продовжено після придбання в березні 2012 року 10-відсоткової частки японської електронної компанії Sharp Corporation за $806 млн та придбання до 50 % РК- дисплеїв, вироблених на заводі Sharp у Сакаї, Японія. Однак узгоджену угоду було розірвано, оскільки протягом наступних місяців акції Sharp продовжували падати. У вересні 2012 року Foxconn оголосила про плани інвестувати $494 млн в будівництво п'яти нових заводів в Іту, Бразилія, створивши 10 000 робочих місць.
У 2014 році компанія придбала Asia Pacific Telecom і виграла кілька ліцензій на використання спектру на аукціоні, що дозволило їй експлуатувати телекомунікаційне обладнання 4G на Тайвані.
25 лютого 2016 року Sharp прийняла пропозицію Foxconn на поглинання на суму 700 мільярдів єна ($6,24 млрд) на придбання понад 66 % акцій Sharp. Однак, оскільки у Sharp були нерозкриті зобов'язання, про які пізніше юридичний представник Sharp повідомив Foxconn, угода була зупинена радою директорів Foxconn. Foxconn попросив розірвати угоду, але її продовжив колишній президент Sharp. Під час зустрічі Террі Гоу написав на дошці слово «義», що означає «праведність», сказавши, що Foxconn має виконувати угоду. Через місяць, 30 березня 2016 року, у спільній заяві для преси було оголошено, що угода завершена, але за нижчою ціною.
У 2016 році Foxconn разом з Tencent і дилером розкішних автомобілів Harmony New Energy Auto заснували Future Mobility, автомобільний стартап, який має на меті продавати повністю електричні повністю автономні автомобілі преміумкласу до 2020 року. Підрозділ Foxconn, Foxconn Interconnect Technology 26 березня 2018 року придбав Belkin International за $866 млн.
Hon Hai Precision Industry Co. призначив Янг Лю своїм новим головою, який замінив засновника Террі Гоу з 1 липня 2019 року. Янг Лю був керівником підрозділу напівпровідників, а також віцеголовою Foxconn. Аналітики стверджують, що передача сигналізує про майбутнє компанії, підкреслюючи важливість напівпровідників разом із такими технологіями, як штучний інтелект, робототехніка та автономне водіння, після того, як сформувався традиційний основний бізнес Foxconn зі збирання смартфонів. Одним із ключових напрямків Foxconn є зосередження своєї сили на напівпровідниках. Компанія інвестувала у Китай сотні мільйонів юанів у Чжухай, провінція Гуандун, і Цзинань, Шаньдун. З 2018 року у цих регіонах створюються фабрики з виробництва мікросхем, які в основному пропагував Лю. Він також обіймав посаду голови підрозділу чіпів компанії в Чжухаї, провінція Гуандун.
У 2020 році дохід Foxconn склав 5,36 трлн доларів ($193 млрд). Журнал «CIRCUITS ASSEMBLY» чотирнадцятий рік поспіль назвав Foxconn найбільшою компанією з виробництва електроніки e світі. 
5 лютого 2020 року Foxconn розпочала виробництво медичних масок та одягу на своїй фабриці в Шеньчжені в Китаї, під час китайського Нового року та розпалу пандемії COVID-19. Спочатку компанія заявила, що маски, які вона виготовляє, будуть для внутрішнього використання співробітниками. Спалах коронавірусної хвороби у 2019 році призвів до світового сплеску попиту на маски, що призвело до глобального дефіциту. У листі до співробітників голова Янг Лю сказав:
«Я чітко пам’ятаю, як зворушливо було, коли Лонхуа Парк зробили нашу першу маску о 4:41 ранку 5 лютого. Це був найпростіший, але найважливіший продукт, який коли-небудь виготовляв Foxconn. Це не тільки забезпечило групу потребу в запобіганні епідемії, але й сприяло широкій громадськості та підняло моральний дух групи. Усе це стало результатом наполегливої роботи наших колег».
Після майже року громадських суперечок щодо дефіциту вакцини проти COVID-19 у червні 2021 року Тайвань погодився дозволити засновнику Террі Гоу через його благодійну організацію Yongling Foundation приєднатися до виробника чіпів за контрактом TSMC та вести переговори про закупівлю вакцини проти COVID-19 на своєму від імені. У липні 2021 року китайський торговий агент BioNTech Fosun Pharma оголосив, що Foxconn і TSMC досягли угоди про закупівлю 10 мільйонів вакцин BioNTech проти COVID-19 з Німеччини для Тайваню. Два виробники технологій пообіцяли придбати кожен по п’ять мільйонів доз на суму до $175 млн на пожертвування для програми вакцинації Тайваню.
У середині 2021 року Foxconn оголосила, що компанія розширить виробництво напівпровідників і розшириться на постачання мікросхем для електромобілів (EV) та електронного обладнання, що використовується для охорони здоров'я. Крім того, компанія оголосила про плани брати активнішу участь як контрактний монтажник електромобілів. У лютому 2021 року компанія оголосила про угоду з електромобілем Fisker Inc. про спільне виробництво понад 250 000 автомобілів на рік. У жовтні 2021 року він погодився придбати колишній автомобільний завод GM у Lordstown Motors і придбати звичайні акції компанії на $50 млн. Згідно з угодою, Foxconn використовуватиме завод для виробництва Lordstown's Enduran ceпікап. На цьому ж заводі вироблятимуться автомобілі Fisker. На додаток до цих підприємств, Foxconn має власний бренд електромобілів під назвою Foxtron, який має виробляти автобуси, а також автомобілі, і до проєкту бере участь Чжен Сяньконг з NIO.
Станом на весну 2024 року, корпорація Apple Inc. ухвалила рішення про перенесення своїх виробничих потужностей з виробництва iPhone з Китаю до Індії та В'єтнаму. Відповідно, китайське місто Наньнін стало своєрідним «містом-примарою», адже в ньому припинив свою діяльність один з головних підрядників Apple, завод Foxconn. Після рішення Apple, роботу втратили 50 тис. осіб, а територія заводу, на даний час, стала практично пустельною.

## Продукція
Foxconn випускає комп'ютери, зокрема, радіатори та ПГД / ZIF роз'єми, багато з яких використовуються іншими виробниками. Foxconn також випускає декілька різних материнських плат, при цьому більшість для Dell, HP і Sony. Починаючи з 2003 року компанія випустила у роздріб плати під власною маркою. У березні 2006 року, Foxconn починає виробництво відеокарт, починаючи з GeForce 7900GTX, але з намірами виробляти як nVidia, так і ATI карти.
Foxconn працює з Apple з 1986 року. Вони виробляють MacBook, MacBook Pro і MacBook Air, а також iPhone й IPod. Foxconn також випускає пристрої для Motorola, Nokia, Sony Ericsson і Palm. Foxconn є також виробником Amazon Kindle.
З 2016 року, разом з Tencent, в Foxconn анонсували проєкт Future Mobility який має на меті продавати повністю автономні електромобілі преміум-класу з 2020 року.
Foxconn також працює під торговою маркою Leadtek, яка фокусується на апаратно орієнтованому споживчому ринку.

## Скандали
Компанія Foxconn була залучена до кількох скандалів. У 2010 році, після серії самогубств співробітників на її фабриці в Шеньчжені, Foxconn критикували трудові активісти, які звинуватили компанію в тому, що вона забезпечує низьку заробітну плату та дозволяє працівникам працювати понад законодавчі обмеження. Аналіз виявив, що, хоча рівень самогубств серед працівників Foxconn був високим в абсолютному вираженні, кількість самогубств у відсотковому відношенні була трохи нижчою, ніж серед населення в цілому.

## Виноски
1. ↑  https://www.hkex.com.hk/eng/invest/company/profile_page_e.asp?WidCoID=2038&WidCoAbbName=&Month=&langcode=e
2. ↑  https://www.honhai.com/en-us/investor-relations/financial-information/financial-hightlights?section=income-statement
3. ↑  http://www.foxconn.com/Files/annual_rpt_e/2016_annual_rpt_e.pdf
4. ↑  "Strikes End at Two Chinese Automotive Suppliers" [Архівовано 19 січня 2011 у Wayback Machine.]. Reuters.  2010-07-22.

  - "Table 3.  The Circuits Assembly Top 50 EMS Companies, 2009" [Архівовано 12 лютого 2015 у Wayback Machine.]. circuitsassembly.com.
  - Buetow, Mike (March 2010).  "The Trials of 2009" [Архівовано 2011-07-25 у Wayback Machine.].  circuitsassembly.com.
5. ↑  Top 50 Global Technology Companies. Datamonitor. Архів оригіналу за 3 лютого 2009. [Архівовано 2009-02-03 у Wayback Machine.]
6. ↑  «Inside Apple's iPod Factories», MacWorld website, June 12, 2006. Архів оригіналу за 20 липня 2011. Процитовано 19 жовтня 2009. [Архівовано 2011-07-20 у Wayback Machine.]
7. 1 2 3  The Forbidden City of Terry Gou [Архівовано 24 червня 2013 у Wayback Machine.], The Wall Street Journal, 11 August 2007
8. ↑  «Front Company and OEM for Amazon Kindle is…», CrunchGear, 19 November 2007. Архів оригіналу за 10 лютого 2010. Процитовано 19 жовтня 2009.
9. ↑  http://www.washingtonpost.com/wp-dyn/content/article/2006/12/06/AR2006120600736.html [Архівовано 6 травня 2014 у Wayback Machine.] Cisco does not directly manufacture its products. Instead, it hires companies like Foxconn
10. ↑  Dean, Jason (11 серпня 2007). The Forbidden City of Terry Gou. The Wall Street Journal. Архів оригіналу за 1 грудня 2016. Процитовано 28 жовтня 2017.
11. ↑  Mueller, Scott (2012). Upgrading and Repairing PCs (вид. 20th). Indianapolis: Que. с. 24. ISBN 978-0-7897-4710-5.
12. ↑  Executive Profile: Tien Chong Cheng. foxconn international hldgs (2038:Hong Kong). Bloomberg Businessweek. Архів оригіналу за 2 травня 2013. Процитовано 20 листопада 2012.
13. ↑  Buetow, Mike (5 липня 2012). Foxconn CEO to Resign. Circuits Assembly. UP Media Group. Архів оригіналу за 29 травня 2014. Процитовано 20 листопада 2012. [Архівовано 2014-05-29 у Wayback Machine.]
14. ↑  Duhigg, Charles; Bradsher, Keith (21 січня 2012). Apple, America and a Squeezed Middle Class. New York Times (англ.). Архів оригіналу за 29 серпня 2018. Процитовано 4 вересня 2018.
15. ↑  Foxconn owner Hon Hai buying 10 percent stake in Japanese electronics giant Sharp for $806M. The Washington Post. 27 березня 2012. Архів оригіналу за 29 листопада 2018. Процитовано 27 березня 2012.
16. ↑  Foxconn deal to become major shareholder in Sharp falls apart. Computer World (англ.). 26 березня 2013. Архів оригіналу за 31 січня 2022. Процитовано 31 січня 2022. [Архівовано 2022-01-31 у Wayback Machine.]
17. ↑  Wang, Lisa (20 вересня 2012). Foxconn invests more in Brazil. Taipei Times. с. 13. Архів оригіналу за 25 листопада 2012. Процитовано 31 січня 2022.
18. ↑  FAITH HUNG AND MICHAEL GOLD (26 травня 2014). Foxconn to buy $390 million stake in Taiwan telecom operator in 4G push. reuters.com. Thomson Reuters. Архів оригіналу за 20 квітня 2016. Процитовано 10 квітня 2016.
19. ↑  Sharp accepts $6.24 billion takeover bid from Foxconn. The Verge. Архів оригіналу за 24 листопада 2020. Процитовано 26 лютого 2016.
20. ↑  「鴻海風雲45」 戴正吳副總裁訪談 [Interview with Vice Chairman Tai Jeng-wu] (Youtube). Taiwan. 24 червня 2019.
21. ↑  Foxconn finalises Sharp takeover' - BBC News. BBC News (брит.). Архів оригіналу за 31 січня 2022. Процитовано 30 березня 2016.
22. ↑  Archived copy. Архів оригіналу за 31 березня 2017. Процитовано 11 березня 2017.{{cite web}}:  Обслуговування CS1: Сторінки з текстом «archived copy» як значення параметру title (посилання)
23. ↑  Woodhouse, Alice. Foxconn unit to buy Belkin International for $866m. Financial Times. Архів оригіналу за 17 квітня 2021. Процитовано 27 березня 2018.
24. ↑  Wu, Debby. iPhone Maker Hon Hai Names New Chairman to Replace Terry Gou (амер.). Архів оригіналу за 31 січня 2022. Процитовано 21 червня 2019.
25. ↑  Chen, Celia. Foxconn's new chairman Liu Young-way in spotlight as iPhone assembler navigates US-China trade war (амер.). Архів оригіналу за 31 січня 2022. Процитовано 26 червня 2019.
26. ↑  Liao, Shumin. Foxconn Forms New Board; Young Liu Succeeds Terry Gou as Chair (амер.). Архів оригіналу за 31 січня 2022. Процитовано 22 червня 2019.
27. ↑  Wang, Yifan. Apple supplier Foxconn's 2020 profit slid 12 %. MarketWatch (амер.). Архів оригіналу за 31 січня 2022. Процитовано 12 вересня 2021.
28. ↑  Coronavirus: iPhone manufacturer Foxconn to make masks' - BBC News. BBC News (брит.). Архів оригіналу за 31 січня 2022. Процитовано 7 лютого 2020.
29. 1 2  Hille, Kathrin (11 липня 2012). TSMC and Foxconn join forces to secure vaccines for Taiwan. Financial Times. Архів оригіналу за 12 липня 2021. Процитовано 12 липня 2021.
30. 1 2 3  Blanchard, Ben (12 липня 2021). Taiwan finally getting BioNTech COVID vaccines in $350 mln deal. Reuters. Архів оригіналу за 12 липня 2021. Процитовано 12 липня 2021.
31. ↑  Blanchard, Ben (24 травня 2021). Pressure to accept China vaccines intensifies as Taiwan battles COVID surge. Reuters. Архів оригіналу за 12 липня 2021. Процитовано 12 липня 2021.
32. ↑  Zhong, Raymond (16 червня 2021). Taiwan Wants German Vaccines. China May Be Standing in Its Way. The New York Times. Архів оригіналу за 12 липня 2021. Процитовано 12 липня 2021.
33. ↑  Patterson, Alan (19 серпня 2021). Foxconn Enters Chip Production with Macronix Deal. EE Times. Архів оригіналу за 31 січня 2022. Процитовано 22 серпня 2021.
34. ↑  Yang, Ben Foldy and Stephanie (24 лютого 2021). Foxconn to Build Cars for Electric-Vehicle Startup Fisker. Wall Street Journal (амер.). ISSN 0099-9660. Архів оригіналу за 31 січня 2022. Процитовано 1 жовтня 2021.
35. ↑  Foldy, Christina Rogers and Ben (1 жовтня 2021). Lordstown Motors to Sell Former GM Factory in Ohio to Foxconn. Wall Street Journal (амер.). ISSN 0099-9660. Архів оригіналу за 31 січня 2022. Процитовано 1 жовтня 2021.
36. ↑  Архівована копія. Архів оригіналу за 7 листопада 2021. Процитовано 31 січня 2022.{{cite web}}:  Обслуговування CS1: Сторінки з текстом «archived copy» як значення параметру title (посилання)
37. ↑  Архівована копія. Архів оригіналу за 14 жовтня 2021. Процитовано 31 січня 2022.{{cite web}}:  Обслуговування CS1: Сторінки з текстом «archived copy» як значення параметру title (посилання)
38. ↑  Величезне місто-привид з'явилося в Китаї через Apple: куди зникли 50 000 людей (відео). // Автор: Ірина Рефагі. 30.04.2024, 16:57
39. ↑  Post/AP, Huffington (26 травня 2010). Apple Supplier Foxconn Suffers 10th Death This Year, Asks Workers To Sign Anti-Suicide Pledge. Huffington Post (амер.). Архів оригіналу за 25 грудня 2018. Процитовано 3 лютого 2018.
40. ↑  Barboza, David (6 червня 2010). After Foxconn Suicides, Scrutiny for Chinese Plants. The New York Times (амер.). ISSN 0362-4331. Архів оригіналу за 31 січня 2022. Процитовано 3 лютого 2018.
41. ↑  A Trip to The iFactory: 'Nightline' Gets an Unprecedented Glimpse Inside Apple's Chinese Core [Архівовано 31 січня 2022 у Wayback Machine.], ABC News, 20 February 2012, page 3
42. ↑  Suicides at Foxconn [Архівовано 1 січня 2022 у Wayback Machine.], The Economist, 27 May 2010